# Klaviatura

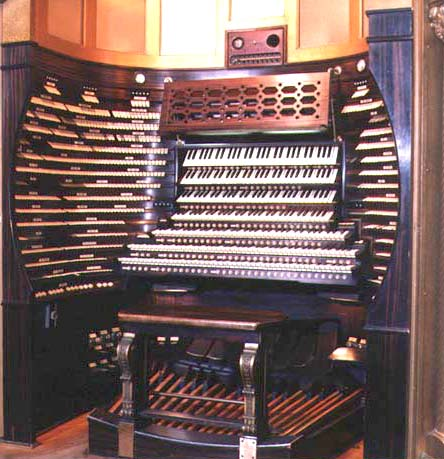
Hrací stůl varhan

Klaviatura je soustava kláves, která slouží pro ovládání hudebního nástroje. Stisknutím klávesy se rozezní určitý tón. Nástroje, pro jejichž ovládání slouží klaviatura, jsou označovány jako klávesové nástroje. K nejznámějším patří klavír, varhany či syntetizér.
Původně byla klaviatura mechanické zařízení, dnes se používají klávesy elektronické. Některé elektronické klaviatury jsou vybaveny zařízením, schopným přenášet i úhozovou dynamiku (čím více se uhodí do klávesy, tím je tón silnější).
Se zavedením komunikačního protokolu MIDI jsou vyráběny řídící klaviatury, které neobsahují zvukový generátor, nevydávají tedy žádný zvuk a slouží pouze k řízení jiného nástroje nebo zvukového modulu.
Klaviatura (klávesnice), určená k hraní rukama se nazývá manuál. Nástroje, především varhany, mohou mít manuálů několik. Klaviatura pro hru nohama se nazývá pedál.
Typické varhanní manuály mají 61 kláves (5 oktáv). Rozsah pedálu bývá mezi jednou až třemi oktávami. Klaviatura klavíru mívá 88 kláves.

## Historie
Klaviatura se poprvé objevila před více než 2000 lety u varhan. Pro ovládání nejstarších varhan sloužilo několik pák, obsluhovaných při hře celou rukou. Počet kláves postupně rostl a klávesy se zmenšovaly. Kolem 15. století měla většina nástrojů sedm kláves v oktávě, umožňujících hru starých modálních stupnic.
Ve 14. století se klaviatura začala používat u strunných nástrojů, jako je klavichord nebo cembalo. Postupně byly přidávány další tóny do oktávy a časem se uspořádání klaviatury ustálilo na dnes používané kombinaci sedmi bílých a pěti černých kláves v oktávě. Nejstarší známou klaviaturu s tímto uspořádáním mají varhany v německém Halberstadtu, které postavil Nicholas Faber v roce 1361.
Klávesy bývají dřevěné. Na povrch bílých kláves se tradičně používala slonovina, dnes je nahrazena plastem. Tradičním materiálem pro černé klávesy je ebenové dřevo, dnes bývá také nahrazováno plastem. Některé dnešní klaviatury, zvláště klaviatury elektronických nástrojů, bývají celé z umělých materiálů.
Některé nástroje, jako např. některé akordeony, používají klaviaturu s odlišným uspořádáním. U dalších, např. u zvonkoher, se používají klaviatury s odlišnou velikostí. Uspořádání, odvozené od běžné klaviatury, má i varhanní pedál, určený pro hru basových tónů.
Některé laděné bicí nástroje mají kameny uspořádané podobně jako klávesy klaviatury. K těmto nástrojům patří např. xylofon, marimba, vibrafon nebo zvonkohra bez klaviatury.

## Uspořádání klaviatury

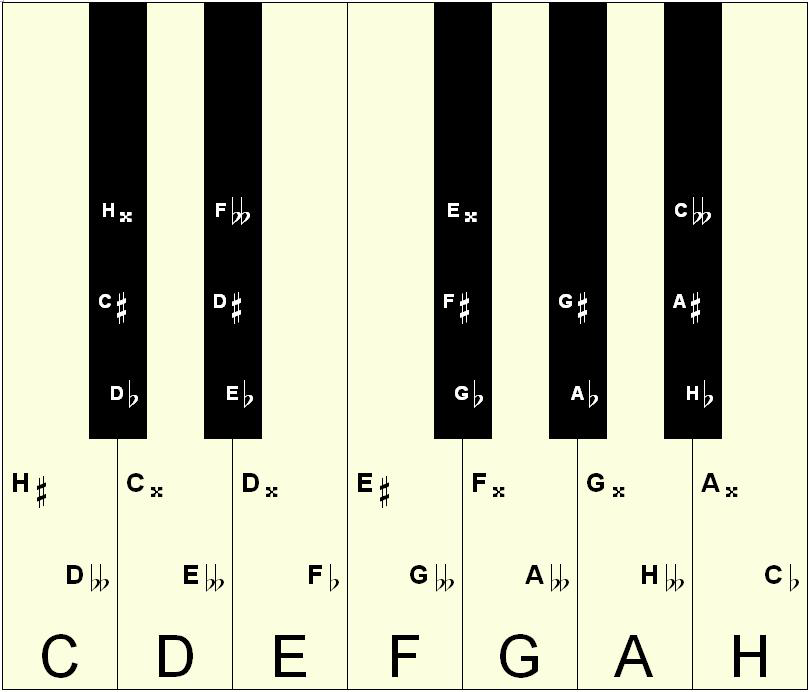
Rozložení klaviatury

Běžné současné klaviatury mají v oktávě sedm bílých a pět černých kláves. Bílým klávesám přísluší základní tóny C, D, E, F, G, A a H. Na černých klávesách jsou tóny zvýšené a snížené, dvojici enharmonických tónů přísluší jedna klávesa: C#/Db, D#/Eb, F#/Gb, G#/Ab a A#/B.
Mnoho nástrojů, vyráběných do devatenáctého století, má klaviatury v inverzních barvách. Sedm kláves základních tónů má bílou barvu, pět zbývajících černou. Klaviaturu v inverzních barvách mají i některé současné nástroje, především cembala. Na některých elektronických varhanách má inverzní barvy jen část klaviatury, která slouží např. pro hru doprovodů s jinou zvukovou barvou. U varhan Hammond slouží krátký úsek klaviatury v inverzních barvách pro přepínání zvukových barev.
Použití klaviatury s dvanácti klávesami v oktávě bylo jedním z důvodů vzniku různých temperovaných ladění a následného všeobecného zavedení rovnoměrně temperovaného ladění. Pro hru mikrotonální hudby byly navrženy klaviatury s větším počtem kláves v oktávě a odlišným uspořádáním.

## Rozsah klaviatury
Rozsah klaviatury se postupně zvětšoval. První varhany z přelomu tisíciletí měly jen několik kláves. V 18. století dosáhl rozsah cembala pěti oktáv. Kolem roku 1870 se objevily klavíry s 88 klávesami, což je standardní rozsah dnešních klavírů. Firma Bösendorfer vyrábí i klavíry s větším rozsahem. Její model 225 má 92 kláves a model 290 „Imperial“ dokonce 97 kláves. Obvyklý rozsah varhanních manuálů je 61 kláves (pět oktáv), menší nástroje mohou mít rozsah klaviatur menší než čtyři oktávy. Pedál varhan mívá rozsah 12 až 32 tónů. Syntetizéry mají nejčastěji klaviatury s rozsahem 49, 61, 76 nebo 88 kláves. Stejný rozsah mívají i řídící MIDI klaviatury, jsou však vyráběny i verze s rozsahem menším (i pouze jednooktávové).